# Oudenburg
Oudenburg (fr. Audembourg, vls. Oednburg) – miasto w północno-zachodniej Belgii, w Regionie Flamandzkim, w prowincji Flandria Zachodnia, w okręgu Ostenda. Liczy 9933 mieszkańców (1 stycznia 2024).

## Podział administracyjny
W skład miasta wchodzą trzy dzielnice (deelgemeente):
- Ettelgem
- Roksem
- Westkerke

## Współpraca
Miejscowości partnerskie:
- Aardenburg, Niderlandy
- Aldeburgh, Anglia
- Dietkirchen, Niemcy
- Essentho, Niemcy
- Marais-Vernier, Francja
- Oldenburg, Niemcy
- Portchester, Anglia
- Richborough, Anglia